# Gunnar Fischer

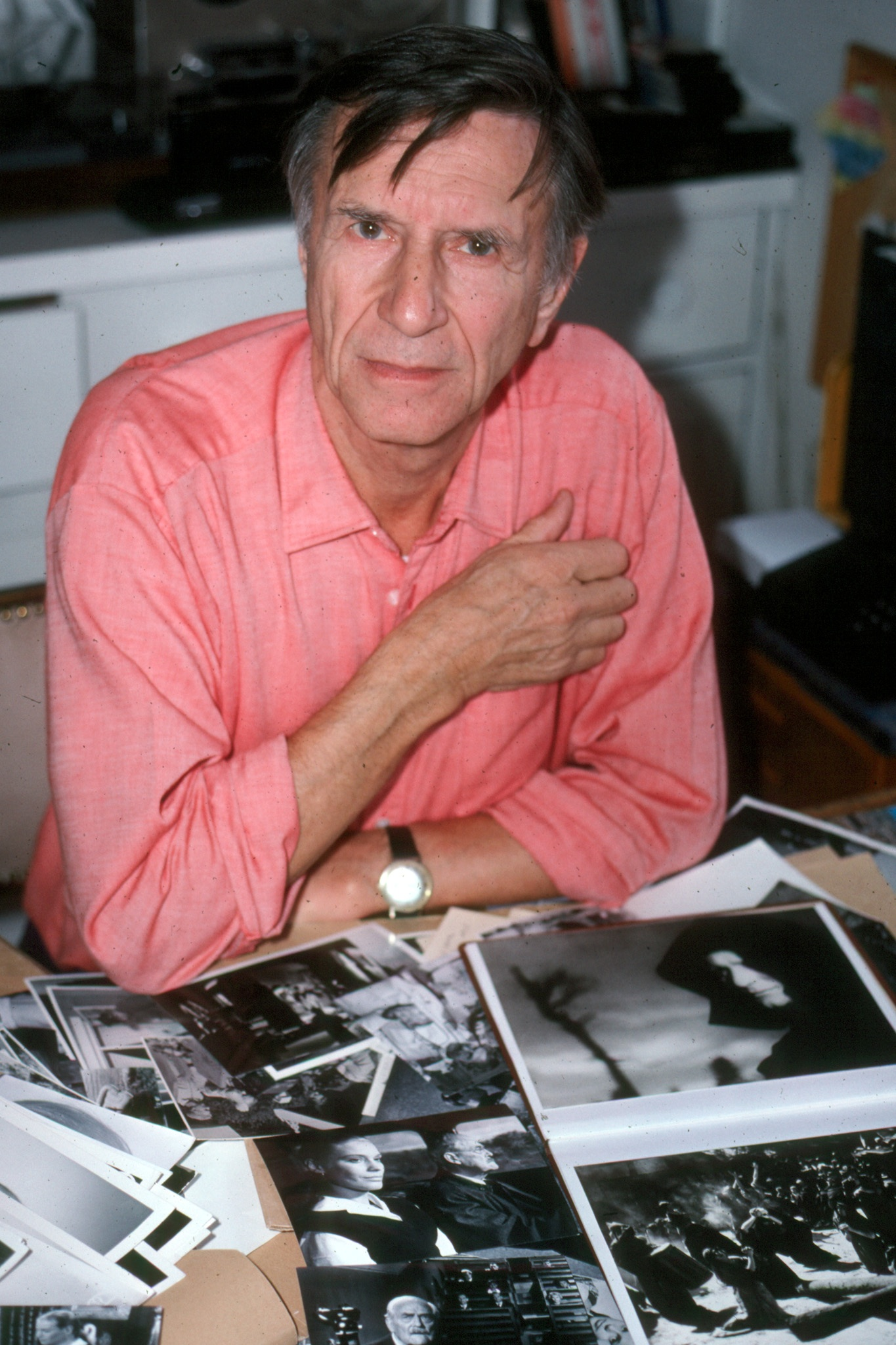
Gunnar Fischer in 1985

Gunnar Fischer (18 november 1910 – 11 juni 2011) was een Zweeds cameraman die bekendstond om zijn samenwerking met Ingmar Bergman.

## Biografie
Fischer werd geboren in 1910. In 1945 werkte hij samen met regisseur Carl Theodor Dreyer, alvorens hij een lange samenwerking zou opstarten met Ingmar Bergman. In 1948 deed hij zijn eerste film met Bergman: Havenstad. De samenwerking met Bergman duurde tot 1960 en Het oog van de duivel. Alle succesvolle films van Bergman, zoals Zomerintermezzo uit 1951 hadden Fischer als cameraman.
In 2002 ontving Fischer een Guldbagge Lifetime Achievement Award.

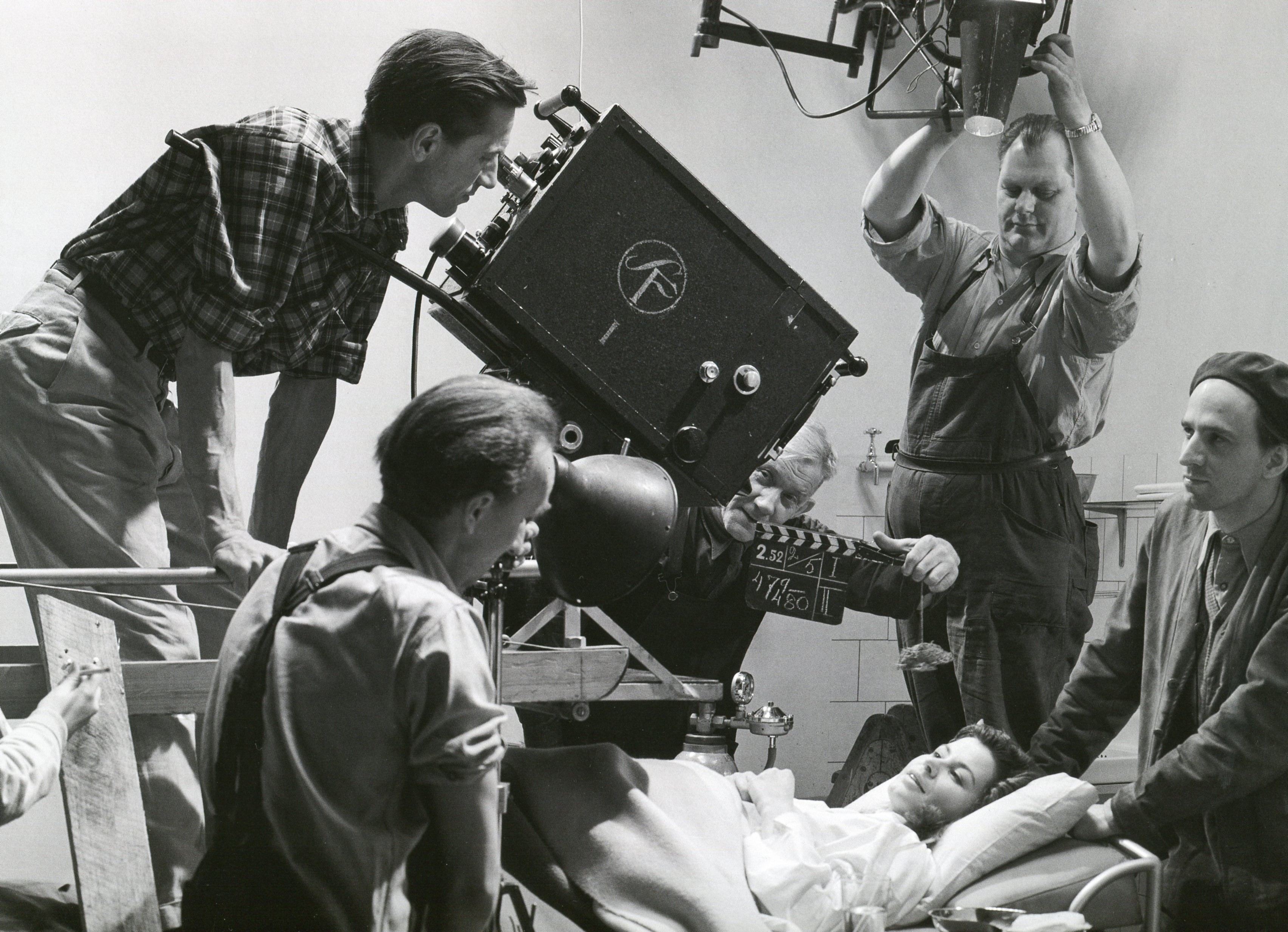
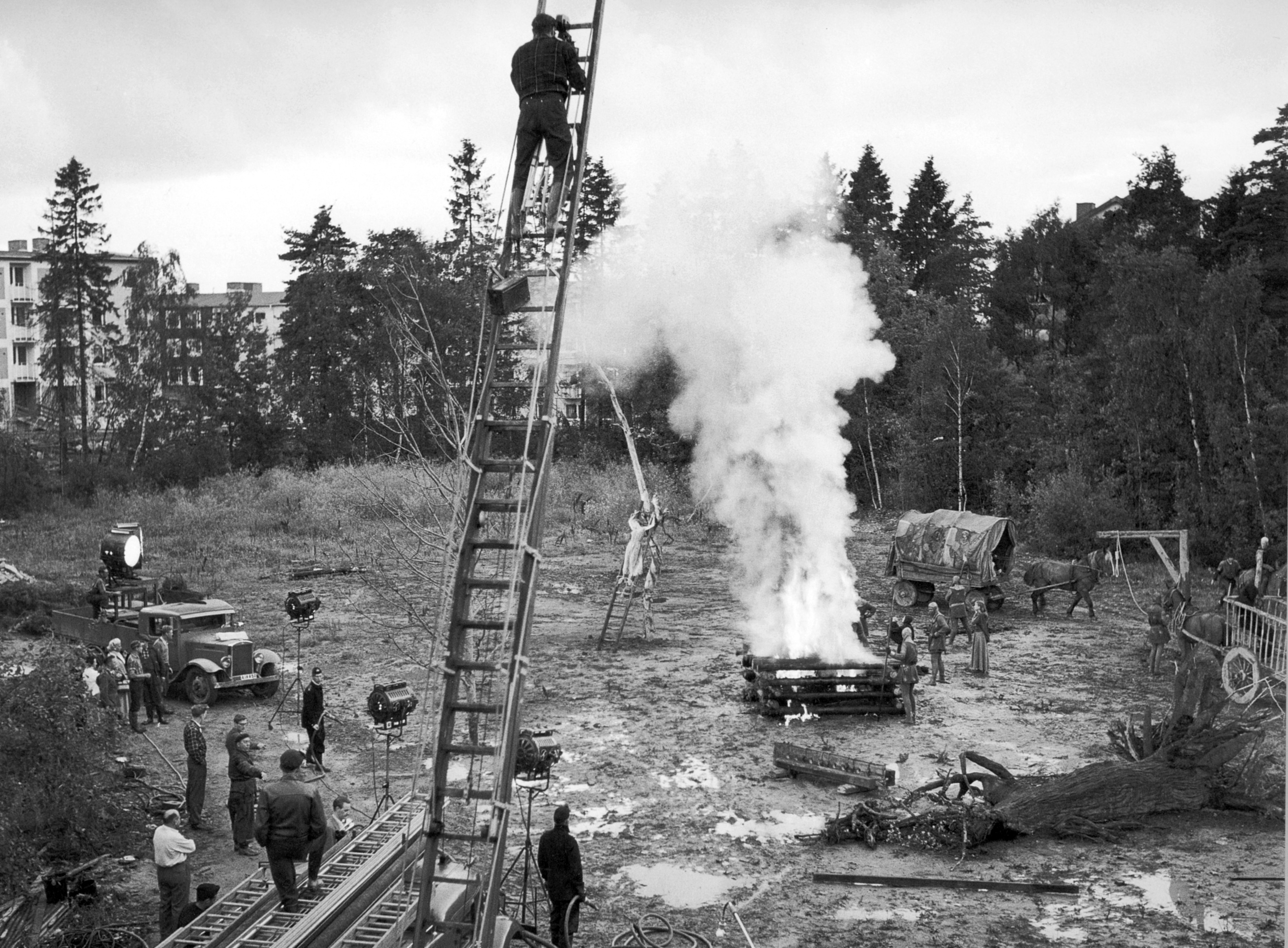

- Biblioteca Nacional de España: XX1265425
- Bibliothèque nationale de France: cb139411412 (data)
- Gemeinsame Normdatei: 139109013
- International Standard Name Identifier: 0000 0001 1470 4656
- Library of Congress Control Number: no97060359
- Nationale Bibliotheek van Tsjechië: xx0161390
- Nationale Bibliotheek van Israël: 987007327213205171
- LIBRIS: 303401
- Système universitaire de documentation: 144648563
- Virtual International Authority File: 34065747
- WorldCat: E39PBJcrhXY3MdFvm84DJTppT3